# معركة ورغة
معركة ورغة هي مواجهة عسكرية وقعت في الفترة ما بين يومي بين 13 أبريل و20 يوليو عام 1925 بين الجمهورية الاتحادية لقبائل الريف في شمال المغرب  تحت قيادة عبد الكريم الخطابي وسلطات الحماية الفرنسية في وسط المغرب تحت قيادة المارشال هوبير ليوتي للقوات الفرنسية الاستعمارية.
بدأ عبد الكريم الخطابي بحشد القبائل مغربية في منطقة وسط المغرب الخاضعة لفرنسا لكي يهاجم المواقع الفرنسية المعزولة، وعلى الرغم من امتلاكه مواردً هائلة، وخاصة فيما يتعلق بسلاح الجو، إلا أن الجيش الفرنسي لم يتمكن من وقف هجمات قبائل شمال المغرب الريفيين واضطر في نهاية المطاف للتخلي عن المنطقة، ولكن على عكس القوات الإسبانية خلال معركة أنوال، فقد تم انسحاب الجيش الفرنسي من المعركة بشكل جيد.

## الخلفية التاريخية
أضفت معاهدة فاس لعام 1912 الطابع الرسمي على المناطق الخاضعة للحماية الفرنسية والإسبانية حيث منحت منطقة شمال المغربي لإسبانيا، ولكن في الممارسة العملية ظلت المنطقة معزولة عن الاحتلال الأسباني بسبب طبيعة وعرة للمنطقة . وفي بداية عام 1921، انخرط الجنرال الإسباني مانويل فرنانديز سيلفستري في ارتكاب الأعمال العدائية ضد  الريفيين، ولكن في صيف عام 1921 انتهت معركة أنوال بهزيمة فادحة للقوات الإسبانية ضد قوات الريف التابعة لعبد الكريم الخطابي، الذي انتهز الفرصة للاستيلاء على مخزون الأسلحة والذخيرة. استكملت القوات الريفية بعد ذلك انتصارها بهزيمة القوات الإسبانية في منطقة العروي.
استقرت القوات الفرنسية في مايو 1924 في شمال منطقة وادي ورغة الواقعة على حدود منطقة الحماية الإسبانية، وسعت إلى إبقاء القبائل المحلية موالية للحمابة اسبانية . أدى هذا الانتشار العدواني إلى حدوث أعمال قتالية صغيرة بدءًا من يونيو عام 1924، وفي ديسمبر عام 1924 طلب المارشال ليوتي قائد القوات الفرنسية الاستعمارية الحصول على تعزيزات من مستعمرة الجزائر الفرنسية، 

## المعركة
في 13 أبريل عام 1925 هاجم حوالي 8000 مقاتل ريفي تحت قيادة عبد الكريم الخطابي خط الدفاع الفرنسي في منطقة ورغة وتمكنوا من قطع الاتصالات بين الحماية الفرنسية في المغرب وبين الحماية الاسبانية في شمال المغرب ، وبدأوا بالهجوم على منطقة بني زرويل التي كانت أراضيها أقل وعورة بكثير من من منطقة أنوال.
حققت الكتائب الفرنسية المتنقلة المدعومة بنحو 120 طائرة (18 سربًا)، بعض النجاحات التكتيكية ولكنها لم تمنع قوات الريفيين من تدمير المواقع المختلفة، حيث كانت كل عملية تطهير تتسبب في خسائر فرنسية فادحة بينما كتنت قواقواتيفرنسية مكونة من جنود ن تتسلل إى المراكز غير المدعومة. أثبتت قوات عبد الكريم الخطابي أنها متفوقة من الناحية التكتيكية على الفرنسيين، وذلك نتيجة الاستفادة من خصوصية التضاريس الجبلية الوسطى لتنفيذ حرب عصابات فعالة للغاية، كما كان الفرنسيون يُفاجؤون بالمعدات الحديثة التي يستخدمها المقاتلون الريفيون. كانت البيانات الصحفية في ذلك الوقت تتحدث بكثافة عن 100 ألف مقاتل ريفي مجهزين بتسليح مماثل للجيش الأوروبي، في حين أن أكبر تجمع ريفي لم يكن يتجاوز 5000 مقاتل حسب تقديرات المخابرات العسكرية الفرنسية.

## الخسائر المادية والبشرية
تمكن الريفيون من تدمير خط الدفاع الذي بناه المارشال ليوتي في يونيو (حزيران) عام 1925، واستطاعوا تهدد مدينتي تازة وفاس، مما أجبر الفرنسيين على إجلاء السكان المدنيين من المدينة الأولى إلى المدينة الثانية لتجنب وقوع مجزرة. وفي 20 يوليو (تموز) عام 1925، كانت الخسائر الفرنسية تُقدّر بحوالي 2000 قتيل أو مفقود وحوالي 3710 جريح، وهو ما يُعادل 20٪ من إجمالي القوات الفرنسية المنتشرة في المنطقة آنذاك. وفي غضون شهرين ونصف من المعركة، ألغيت 48 وظيفة فرنسية من أصل 66 في المنطقة. استولت قوات الريفيين على 51 بندقية آلية و35 مدفع هاون و5000 بندقية وأكثر من 200 رشاش و7000.000 طلقة و60.000 قنبلة يدوية و10.000 قذيفة هاون و16.000 قذيفة مدفع بالإضافة إلى تدمير جميع المعدات في مطار عين مديونة.

## التداعيات
أدرك الفرنسيون فشل تكتيكاتهم وعادوا إلى جنوب منطقة وادي ورغة في نهاية صيف عام 1925، وتمكنوا من تجنب إبادة وحداتهم الكبيرة. كذلك اضطر الجنرال ليوتي بعد فشل استراتيجيته إلى ترك قيادة العمليات للجنرال بيتان، الذي قاد هجومًا فرنسيًّا-إسبانيًّا مضادًا ضد قوات عبد الكريم الخطابي بعدما تم تعزيز تسليح القوات الفرنسية بالأسلحة الثقيلة (الدبابات والطائرات) إلى جانب اشتراك بعض قوات مدربة مثل وحدات القوم، في القتال.